# Ульфкотте, Удо
У́до Ульфко́тте (нем. Udo Ulfkotte; 20 января 1960, Липпштадт, Северный Рейн-Вестфалия — 13 января 2017) — немецкий журналист и конспиролог. В течение нескольких лет до 2003 года он был политическим журналистом главной немецкой ежедневной газеты Frankfurter Allgemeine Zeitung (FAZ). С конца 1990-х годов написал несколько бестселлеров и всё чаще отстаивал правопопулистские, исламофобские и конспирологические взгляды.

## Биография
Изучал юриспруденцию и политику во Фрайбургском и Лондонском университетах. В 1987 году он получил степень доктора философии во Фрайбургском университете, защитив диссертацию об изменениях в американской и советской политике на Ближнем и Среднем Востоке с 1967 по 1980 год.
Уже во время учёбы он работал в принадлежащем ХДС Фонде Конрада Аденауэра и был членом отдела планирования фонда с 1999 по 2003 год. Был советником правительства федерального канцлера ФРГ Гельмута Коля.
С 1999 по 2007 год Ульфкотте преподавал управление безопасностью на факультете делового администрирования в Университете Леуфана в Люнебурге. С июня 2005 года по июнь 2006 года он был главным корреспондентом журнала Park Avenue гамбургского издательства Gruner+Jahr.
В 1986—2003 годах был редактором политической редакции одной из главных ежедневных газет Германии, Frankfurter Allgemeine Zeitung (FAZ). В 1986—1998 годах жил преимущественно в исламских государствах: Ираке, Иране, Афганистане, Саудовской Аравии, Омане, Объединённых Арабских Эмиратах, Египте и Иордании.
Был связан с Pax Europa, немецкой правой организацией. Pax Europa и Ульфкотте были движущей силой протеста в Брюсселе 11 сентября 2007 под названием «Остановите исламизацию Европы».
Ульфкотте выступал на митингах правого антиисламского движения ПЕГИДА и правой партии Альтернатива для Германии (AfD).
В своей книге "Купленные журналисты" утверждал, что ЦРУ контролирует мейнстримовую прессу основных стран-союзников США (Великобритании, Германии, Франции и т.п.) Утверждал, в том числе ссылаясь на собственный опыт работы, что по указке ЦРУ СМИ распространяли выгодные США фейки, а конечная цель американцев - новая война в Европе с Россией. Книга стала бестселлером, но в прессе о ней не сообщали. СМИ вспомили об Ульфкотте только по случаю его смерти.
Ульфкотте на протяжении нескольких лет имел проблемы со здоровьем. Умер 13 января 2017 года в возрасте 56 лет от сердечного приступа.

## Книги
- Presstitutes Embedded in the Pay of the CIA: A Confession from the Profession  Progressive Press (October 18, 2019), ISBN 1615770178, ISBN 978-1615770175.
- Interessenspezifische Nahostpolitik der Großmächte im Nahen Osten 1948—1979. Sowjetische, amerikanische, französische und britische Waffenexporte an den Nahost-Staaten Israel und Ägypten in den Jahren 1948—1979, im Kontext der Nahostpolitik der Geberländer, unter besonderer Berücksichtigung der damit angestrebten Einflussnahme. Haag und Herchen, Frankfurt am Main 1984, ISBN 3-88129-766-9.
- Kontinuität und Wandel amerikanischer und sowjetischer Politik in Nah- und Mittelost 1967 bis 1980 (= Historische Forschungen, Band 22), Schäuble, Rheinfelden 1988, ISBN 3-87718-228-3 (Dissertation Universität Freiburg im Breisgau 1987, 442 Seiten).
- Verschlußsache BND. Koehler und Amelang, 3. Auflage, München/Berlin 1997, ISBN 3-7338-0214-4 (überarbeitete und aktualisierte Taschenbuchausgabe: Heyne, München 1998, ISBN 3-453-14143-1).
- Marktplatz der Diebe. Wie die Wirtschaftsspionage deutsche Unternehmen ausplündert und ruiniert. Bertelsmann, München 1999, ISBN 3-570-00198-9.
  - aktualisierte und erweiterte Taschenbuchausgaben: Wirtschaftsspionage. Wie deutsche Unternehmen von ausländischen Geheimdiensten ausgeplündert und ruiniert werden. Goldmann, München 2001, ISBN 3-442-15125-2; Kopp, Rottenburg 2010, ISBN 978-3-942016-34-6.
- So lügen Journalisten. Der Kampf um Quoten und Auflagen. Bertelsmann, München 2001, ISBN 3-570-00199-7 (vollständige Taschenbuchausgabe: Goldmann, München 2002, ISBN 3-442-15187-2).
- Gencode J. Eichborn, Frankfurt am Main 2001, ISBN 3-8218-0860-8.
- Propheten des Terrors. Das geheime Netzwerk der Islamisten. Goldmann, München 2001, ISBN 3-442-15196-1.
- Der Krieg in unseren Städten. Wie radikale Islamisten Deutschland unterwandern. Eichborn, Frankfurt am Main 2003, ISBN 3-8218-3978-3 (aktualisierte Neuausgabe: Fischer, Frankfurt am Main 2004, ISBN 3-596-16340-4).
- Grenzenlos kriminell. Die Risiken der EU-Osterweiterung. Was Politiker verschweigen. Bertelsmann, München 2004, ISBN 3-570-00200-4; Taschenbuchausgabe: Goldmann, München 2005, ISBN 3-442-15345-X.
- Der Krieg im Dunkeln. Die wahre Macht der Geheimdienste. Eichborn, Frankfurt am Main 2006, ISBN 3-8218-5578-9 (aktualisierte Taschenbuchausgabe: Heyne, München 2008, ISBN 978-3-453-60069-0).
- Heiliger Krieg in Europa. Wie die radikale Muslimbruderschaft unsere Gesellschaft bedroht. Eichborn, Frankfurt am Main 2007, ISBN 978-3-8218-5577-6 (aktualisierte Taschenbuchausgabe: Heyne, München 2009, ISBN 978-3-453-62032-2).
- SOS Abendland. Die schleichende Islamisierung Europas. Kopp, Rottenburg 2008, ISBN 978-3-938516-72-0.
- Vorsicht Bürgerkrieg! Was lange gärt, wird endlich Wut[нем.]. Kopp, Rottenburg 2009, ISBN 978-3-938516-94-2.[20]
- Kein Schwarz. Kein Rot. Kein Gold. Armut für alle im «Lustigen Migrantenstadl». Kopp, Rottenburg 2010, ISBN 978-3-942016-42-1.
- mit Michael Grandt[нем.], Gerhard Spannbauer[нем.]: Europa vor dem Crash: was Sie jetzt wissen müssen, um sich und Ihre Familie zu schützen. Kopp, Rottenburg 2011, ISBN 978-3-942016-64-3.
- Albtraum Zuwanderung. Lügen, Wortbruch, Volksverdummung. Kopp, Rottenburg 2011, ISBN 978-3-86445-011-2.
- mit Wilhelm Hankel[нем.], Bruno Bandulet[нем.], Bernd-Thomas Ramb[англ.], Karl Albrecht Schachtschneider[нем.]: Gebt uns unsere D-Mark zurück. Fünf Experten beantworten die wichtigsten Fragen zum kommenden Staatsbankrott. Kopp, Rottenburg 2012, ISBN 978-3-86445-035-8.
- mit Michael Brückner[англ.]: Politische Korrektheit. Von Gesinnungspolizisten und Meinungsdiktatoren. Kopp, Rottenburg 2013, ISBN 978-3-86445-090-7.
- Gekaufte Journalisten. Wie Politiker, Geheimdienste und Hochfinanz Deutschlands Massenmedien lenken. Kopp, Rottenburg 2014, ISBN 978-3-86445-143-0.
- Mekka Deutschland: Die stille Islamisierung. Kopp, Rottenburg 2015, ISBN 978-3-86445-217-8.
- Die Asyl-Industrie. Wie Politiker, Journalisten und Sozialverbände von der Flüchtlingswelle profitieren. Kopp, Rottenburg 2015, ISBN 978-3-86445-245-1.
- mit Stefan Schubert[нем.]: Grenzenlos Kriminell. Was Politik und Massenmedien über die Straftaten von Migranten verschweigen. Kopp, Rottenburg 2016, ISBN 978-3-86445-306-9.
- Volkspädagogen. Wie uns die Massenmedien politisch korrekt erziehen wollen. Kopp, Rottenburg 2016, ISBN 978-3-86445-388-5.
- Alles Einzelfälle. Massenmigration und Sexualdelikte. Verlag Antaios, Schnellroda 2018, ISBN 978-3944422152.